# Mont Richard-Molard
Mont Richard-Molard (též Mont Nimba, dříve Mont Nouon, 1 752 m n. m.) je hora v pohoří Nimba v západní Africe. Leží na státní hranici mezi Pobřežím slonoviny (region Dix-Huit Montagnes, departement Biankouma) a Guineou (region Nzérékoré, prefektura Lola) nedaleko trojmezí s Libérií. Nejbližším větším sídlem je město Yekepa v Libérii a město Bossou v Guineji. Hora je nejvyšším bodem Pobřeží slonoviny, Guineje i pohoří Nimba. Nachází se na území přírodní rezervace Mount Nimba o rozloze 180 km2, která je zapsána na seznam světového dědictví UNESCO. Hora je pojmenována po francouzském geografovi (Jacques Richard-Molard), který zde roku 1951 tragicky zahynul.